# Tiến hóa sao

Biểu đồ mô tả sự tiến hóa của các sao. Các sao có những khối lượng khác nhau tiến hóa theo các cách khác nhau.

Các giai đoạn của sao là quá trình biến đổi một chiều các đặc tính vật lý học và thành phần hóa học của ngôi sao. Các kiến thức về quá trình phát triển sao được xây dựng trên cơ sở so sánh các đặc tính được quan sát của sao trong các giai đoạn phát triển khác nhau, và nhờ các tính toán về mặt lý thuyết đối với các mô hình sao, cách nhau tuần tự về thời gian. Nguyên nhân chính thúc đẩy các thay đổi tính chất của sao là các phản ứng hạt nhân tại các vùng bên trong của sao, diễn ra dưới tác động của quá trình co hấp dẫn và nhiệt độ cao tại trung tâm sao. Trong các quá trình này, thành phần hóa học và cấu trúc sao thay đổi, đi cùng với sự thay đổi cường độ sáng, đường kính và nhiệt độ bề mặt của sao, nói khác đi, đó là các đặc tính quan sát được của sao. Khi đó, các sao thay đổi vị trí của mình trên biểu đồ Hertzsprung-Russell. Việc nghiên cứu sự phân bố các sao trên biểu đồ này có ý nghĩa quan trọng đối với việc nhận biết quá trình phát triển các sao và các tập hợp sao.

## Ngôi sao không bất biến
Ý tưởng về sự hình thành của các ngôi sao và các hành tinh xuất hiện khá sớm và tự nhiên trong các bộ môn tự nhiên ở thời kì cận đại. Vào khoảng nửa đầu thế kỉ 17, nhà triết gia người Pháp René Descartes đã nghĩ rằng, các tinh tú và các hệ hành tinh hình thành từ các chuyển động xoáy trong môi trường vật chất, lấp đầy không gian. Sự hình thành hệ Mặt Trời được nhà triết gia người Đức Kant làm sáng tỏ trong khuôn khổ lý thuyết hấp dẫn theo Newton và được nhà nhà vật lý học học người Pháp Laplace xây dựng một lý thuyết cụ thể. Vấn đề bản chất là sự hình thành Mặt Trời cùng các hành tinh của nó xảy ra nhờ quá trình co lại của một tiền tinh vân.
Tuy thế, các ý tưởng này chỉ dừng lại ở điểm hình thành, góc độ về quá trình biến hóa các ngôi sao bị lãng quên trong một thời gian dài, do việc cho rằng một ngôi sao sinh ra và tồn tại mãi mãi là việc tất nhiên. Các nghiên cứu về sự phát triển của sao lại được hâm nóng nhờ khám phá định luật bảo toàn năng lượng vào giữa thế kỉ 19. Định luật này buộc các nhà nghiên cứu thiên văn học phải chấp nhận một sự thật, rằng mỗi ngôi sao có một nguồn năng lượng nhất định và khi dùng hết năng lượng này, ngôi sao phải chuyển sang dùng nguồn khác, hoặc sẽ tắt đi.
Việc Albert Einstein công nhận sai lầm của mình đối với thành phần vũ trụ, đồng thời ủng hộ lý thuyết vũ trụ khởi đầu từ praatom của Georges Lemaître đã đem lại "chiến thắng" lớn cho của Công giáo vào năm 1935, khi hai nhà khoa học này gặp mặt tại California, Hoa Kỳ. Điều này đã thúc đẩy những nhà khoa học đi theo quan điểm vũ trụ bất biến như Fred Hoyle, ông còn là một người vô thần cao độ, ra sức tìm kiếm chứng cớ để phản bác mô hình vũ trụ giãn nở của Lemaître. Ông cho rằng những chỗ trống do vũ trụ giãn nở tạo ra lại được lấp lại bằng những ngôi sao mới hình thành. Tuy không chứng minh được điều này nhưng ông và một vài nhà khoa học khác được coi là những người đã khám phá các phản ứng hạt nhân trong tâm các ngôi sao.

## Giai đoạn hình thành

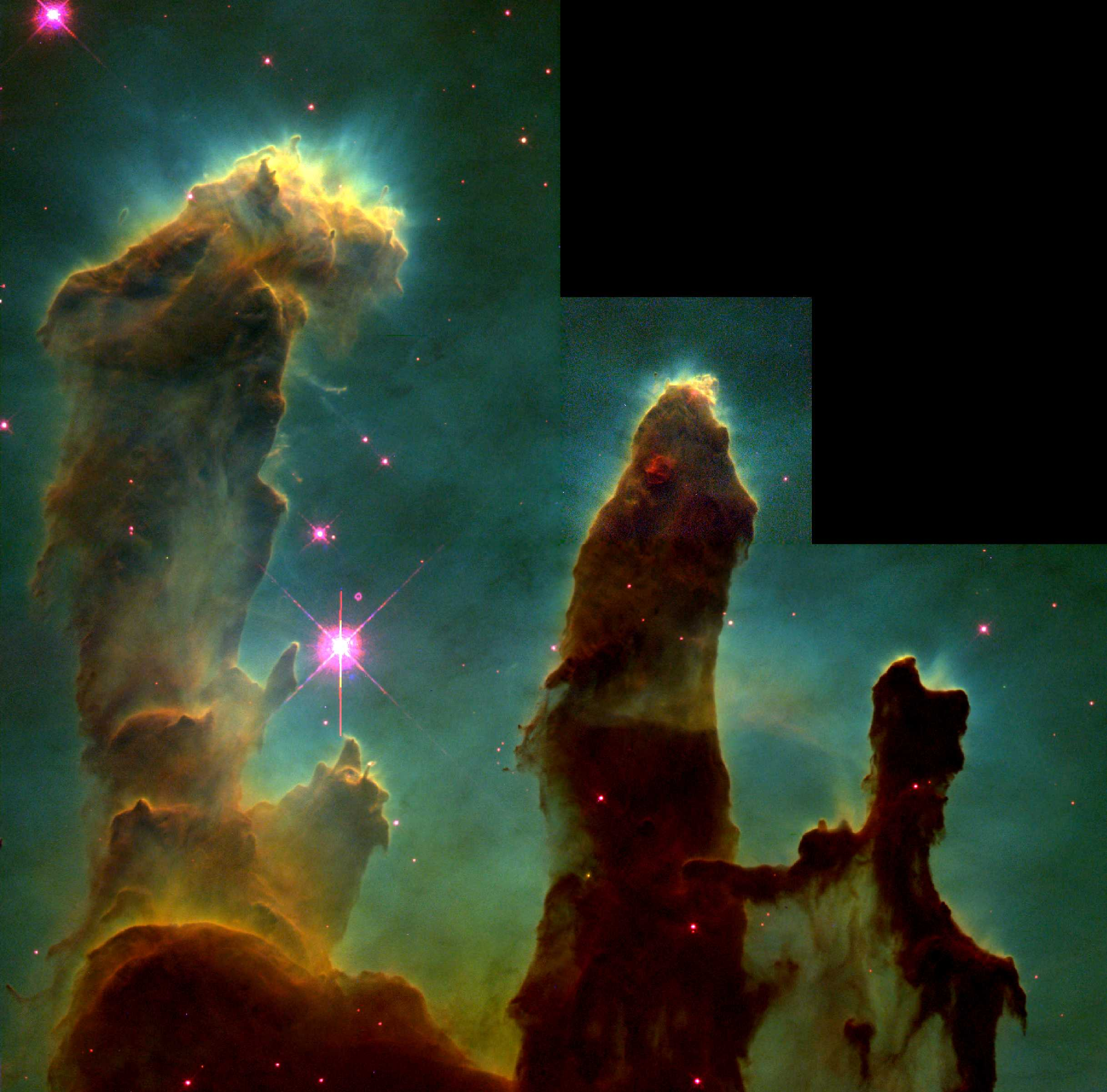
Tinh vân Đại Bàng, chiếc nôi của các ngôi sao trong chòm sao Cự Xà.

Việc quan sát các tổ hợp lớn của vật chất liên sao, được thực hiện trong vùng phổ hồng ngoại, khẳng định quan điểm được chấp nhận rộng rãi cho rằng, vật chất tiền sao, vật chất sinh ra các ngôi sao nhờ quá trình co hấp dẫn, là các đám mây bụi và khí liên sao. Theo tiêu chuẩn Jeans, quá trình co hấp dẫn chỉ có thể xảy ra trong các đám mây vật chất liên sao lạnh và lớn, với khối lượng hơn 1000 lần khối lượng Mặt Trời, nhiệt độ khoảng 50 K và các kích thước vài chục parsec. Các vật thể lớn như thế chỉ có thể là các khối tổ hợp bụi-khí của vật chất liên sao, một trong những tổ hợp điển hình là tinh vân Lạp Hộ trong chòm sao Lạp Hộ, còn gọi là M42.
Mật độ chất bụi khí tại các vùng này có giá trị khoảng 10−21 đến 10−20g.cm−3, ứng với khoảng 5.103 nguyên tử trong một cm³. Quá trình hình thành sao từ khối bụi khí xảy ra qua nhiều giai đoạn. Trong giai đoạn phát triển tiền sao, khối vật chất bụi khí co lại, làm tăng khối lượng riêng trung bình của nó. Khi sự co lại diễn ra đủ mạnh và càng lúc càng nhanh hơn trong vùng mật độ cao, khối tổ hợp bụi khí lạnh này dần tan vỡ thành một số lượng lớn các đám mây riêng lẻ và đặc. Chính các đám mây nhỏ này là các phôi sinh ra các tiền sao, mà sau đó chúng dần dần tạo nên các tổ hợp sao (tiếng Anh: Stellar association).

## Phát triển tiền sao

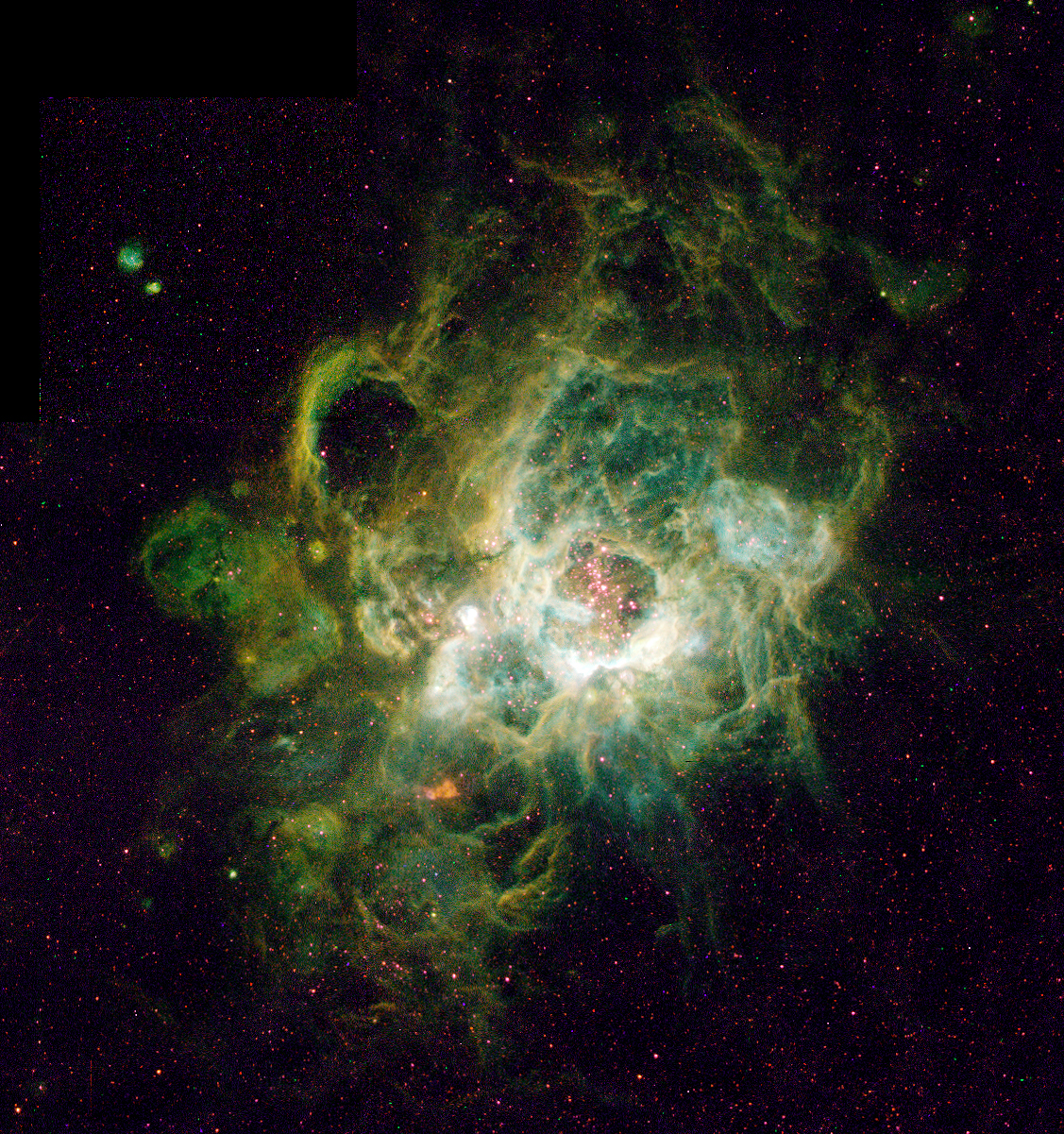
Hơn 200 ngôi sao mới trong tinh vân NGC 604, thiên hà M33

Quá trình co hấp dẫn tiếp tục diễn ra với vận tốc rơi tự do trong các tiền sao, gọi là quá trình rơi tự do. Quá trình co lại diễn ra trong điều kiện đẳng nhiệt và bức xạ hồng ngoại của chính tiền sao xuyên thấu qua tiền sao, nhờ đó năng lượng hấp dẫn được giải phóng phát ra bức xạ ở bước sóng 28 μm. Tại vùng trung tâm của tiền sao, chuyển động rơi của các hạt xảy ra nhanh hơn, nhờ đó một nhân đặc của tiền sao sớm được hình thành và bức xạ hồng ngoại không thể xuyên thấu qua nó. Điều này dẫn đến sự tăng nhiệt độ nhân của tiền sao lên rất cao, đi cùng với sự tăng áp suất bên trong và vận tốc quá trình co lại giảm đột ngột. Vật chất từ vùng vỏ bụi và khí rất lớn rơi lên nhân, gây nên các sóng chấn động. Khi các sóng chấn động này xuyên qua bề mặt của tiền sao, nó làm tăng đột ngột độ sáng của tiền sao, hiện tượng này gọi là sự bùng phát hồng ngoại. Bằng phân tích lý thuyết các giai đoạn phát triển này của tiền sao vào năm 1961, Chushiro Hayashi đã chứng minh rằng, các dòng nhiệt lượng đối lưu chuyển động từ vùng trung tâm lên bề mặt đã tạo nên bức xạ của tiền sao. Sự cân bằng giữa đối lưu và bức xạ đòi hỏi nhiệt độ của tiền sao ở khoảng 2500 K. Nhiệt độ này không phụ thuộc vào cường độ sáng và phụ thuộc rất ít đến khối lượng của tiền sao, vì thế trong giai đoạn này (giai đoạn Hayashi) nhiệt độ tiền sao không thay đổi.
Khi quá trình co hấp dẫn tiếp tục diễn ra, vì chất khí tiếp tục được bồi đắp lên nhân tiền sao, kích thước của nó nhỏ lại làm cường độ sáng giảm đi. 
- Nếu khối lượng (hay cường độ sáng) của tiền sao quá nhỏ, nhân của nó, bằng quá trình bồi đắp sẽ hút hết chất bụi khí từ vùng vỏ và các phần dư thừa còn lại trong vật chất tạo nên tiền sao.
- Nếu khối lượng (ứng với cường độ sáng) của tiền tinh đủ lớn, phần lớn vật chất từ vỏ chất khí bị gió sao của tiền sao đẩy đi mất vào khoảng không vũ trụ với vận tốc vài trăm kilômét một giờ.

Gió sao ngăn cản sự tiếp tục tăng trưởng khối lượng nhân của tiền sao và suy cho cùng là khối lượng của tiền sao. Điều này giải thích vì sao khối lượng cực đại của các sao quan sát được có giá trị ở khoảng 60 khối lượng Mặt Trời. Sau thời gian khoảng 104-105 năm, gió sao sẽ khuếch tán mất đi toàn bộ vật chất bao quanh sao, sau đó tiền sao, mà trước đó bị vật chất này che khuất một phần hay hoàn toàn chìm khuất trong đám vật chất này, trở thành một thiên thể có thể quan sát được.

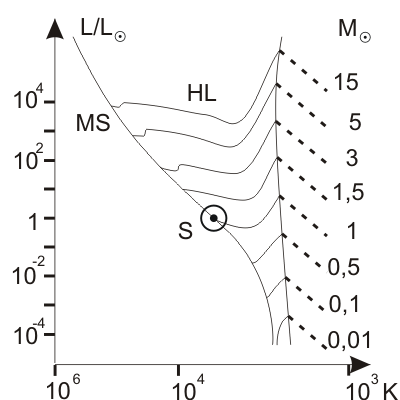
L/L_{} Cường độ sáng, tính theo đơn vị cường độ sáng Mặt Trời; S Mặt Trời; K Nhiệt độ bề mặt (K); HL Các đường Hyashi; MS dãy chính, nơi bắt đầu phản ứng nhiệt hạch trong các sao mới; M_{} Khối lượng Mặt Trời.

Các tiền sao trong giai đoạn Hayashi nằm bên phải của biểu đồ biểu đồ Hertzsprung-Russell, khi cường độ sáng của sao giảm đi, vị trí các tiền sao khối lượng nhỏ tụt xuống theo các đường Hayahi theo hướng thẳng đứng. Trong giai đoạn tiếp theo, các tiền sao chuyển dịch sang trái, tiến gần đến dãy chính theo hướng nằm ngang, với cường độ sáng không đổi. Sự chuyển thể từ tiền sao thành sao phụ thuộc vào tốc độ của quá trình loại trừ vật chất đặc che ánh sáng bao quanh sao. Trong các vùng này trên dãy chính của biểu đồ Hertzsprung-Russell có các vật thể Herbig-Haro, các sao Herbig phát quang, các sao biến đổi kiểu T Tauri và sao biến đổi kiểu YY Orionis, các sao hồng ngoại, sao kiểu R Monocerotis v.v. Ngay sau khi nhân tiền sao đạt được nhiệt độ vài triệu K, các phản ứng hạt nhân đầu tiên bắt đầu xảy ra, tiêu thụ Hydro nặng, Lithi, Beryli và Bo. Khi đạt đến dãy chính, nhiệt độ đạt đến khoảng 106 K, tiền sao bắt đầu phản ứng đốt cháy Hydro. Quá trình co của tiền sao dừng lại, nhiệt độ và cường độ sáng trở nên ổn định, ngôi sao bình thường từ tiền sao đã được hoàn thành và nằm lại lâu dài trên dãy chính của biểu đồ Hertzsprung-Russell.
Tuy nhiên chỉ các tiền sao với khối lượng lớn hơn 0,085 M mới đến được vị trí của dãy chính. Các tiền sao có khối lượng nhỏ hơn không gây được trong nhân nhiệt độ đủ lớn để khởi đầu các phản ứng nhiệt hạch. Các thiên thể nhỏ này tiếp tục quá trình co hấp dẫn cho đến khi đạt đến trạng thái chất khí thoái hóa (tiếng Anh: degenerate gases), chúng không đạt đến dãy chính của biểu đồ Hertzsprung-Russell và trở thành các sao lùn nâu. Các thiên thể có khối lượng còn nhỏ hơn có thể trở thành các hành tinh.
Một trong các nhân tố rất quan trọng trong quá trình phát triển các tiền sao là chuyển động xoay của nó. Chuyển động này là nhân tố quyết định ngôi sao sẽ trở thành hệ đa sao, hoặc sao có hành tinh hay một ngôi sao đơn lẻ. Giai đoạn co hấp dẫn trong quá trình phát triển tiền sao theo lý thuyết co Helmholtz xảy ra trong một thời gian khá ngắn, các tiền sao có khối lượng như Mặt Trời được hình thành sau khoảng 50 triệu năm, các tiền sao với khối lượng 10 M diễn ra trong khoảng 100.000 năm.

## Phát triển trên dãy chính

### Dãy chính số không

Chu trình CNO, nguồn năng lượng của sao nặng hơn 1,5xM_{}

Phản ứng proton-proton, nguồn năng lượng của Mặt Trời.

Vị trí khởi đầu của một ngôi sao mới hình thành trên dãy chính phụ thuộc vào khối lượng của nó. Khối lượng càng lớn thì nhiệt độ bề mặt và cường độ sáng của ngôi sao càng cao, vị trí của nó trên dãy chính của biểu đồ càng cao. Tập hợp một số lượng lớn các ngôi sao này, với các khối lượng khác nhau tạo nên một đường cong liên tục, gọi là dãy chính số không trên biểu đồ Hertzsprung-Russell, đồng thời đó là giới hạn dịch chuyển sang phía trái cao nhất của ngôi sao trên biểu đồ. Các ngôi sao tồn tại trên dãy chính này trong suốt quá trình diễn ra các phản ứng hạt nhân tại vùng nhân sao, để biến đổi Hydro thành Heli, nhờ đó mà ngôi sao giữ được trạng thái cân bằng. Thời kì này là giai đoạn phát triển sao chính và dài nhất; ngôi sao có khối lượng càng nhỏ, giai đoạn phát triển chính này càng dài.
Một số ví dụ về mối liên quan giữa thời gian tồn tại của sao trên dãy chính và khối lượng của nó 
| Khối lượng sao tính theo đơn vị khối lượng Mặt Trời | Thời gian tồn tại trên dãy chính |
| --------------------------------------------------- | -------------------------------- |
| 0,5xM                                               | 70 tỉ năm                        |
| 1xM                                                 | 12 tỉ năm                        |
| 5xM                                                 | 200 triệu năm                    |
| 15xM                                                | 10 triệu năm                     |

- Trong các ngôi sao nằm ở vùng trên của dãy chính, với khối lượng hơn 1,5xM, nguồn năng lượng phát sáng chính là quá trình biến đổi Hydro thành Heli nhờ chu trình CNO, diễn ra trong vùng nhân đối lưu, khá rộng của ngôi sao.
- Các ngôi sao nhẹ hơn 1,5xM, nằm tại vùng thấp hơn trong dãy chính của biểu đồ Hertzsprung-Russell phát sáng nhờ phản ứng proton-proton, diễn ra trong một vùng hẹp tại nhân, chiếm khoảng 12% khối lượng ngôi sao.

### Dãy chính
Trong Ngân Hà, có hai thế hệ sao chính. Các sao thuộc thế hệ II nằm tại tâm Ngân Hà và trong vùng halo cao tuổi hơn, trong khi các sao thuộc thế hệ I nằm trong đĩa Ngân Hà là các sao trẻ hơn nhiều. Đối với các sao thuộc thế hệ I, (tiếng Anh: stellar population), thành phần hóa học đặc trưng tính theo tỉ lệ khối lượng là 71% Hydro, 27% Heli, 1 đến 2% các nguyên tố nặng hơn Heli; ở các sao thuộc thế hệ II, các nguyên tố nặng chỉ chiếm khoảng 0,02%. 
Các sao với thành phần hóa học khác nhau có những khác biệt nhỏ trong diễn biến trên dãy chính số không. Quá trình chuyển biến Hydro và He li trong nhân làm tăng dần khối lượng phân tử trung bình của ngôi sao. Theo thời gian, nhân sao nhỏ lại với tốc độ rất chậm, nhiệt độ nhân tăng lên dần dẫn đến việc cường độ sản xuất năng lượng bức xạ của ngôi sao tăng theo. Các phép tính lý thuyết dẫn đến nhận định, các lớp ngoài của sao được tạo thêm làm bán kính sao tăng theo, đồng thời nhiệt độ bề mặt giảm đi. Kết quả là các sao dịch chuyển chậm trên biểu đồ Hertzsprung-Russell từ dãy chính số không, theo hướng sang phải và lên phía trên. Trong suốt quá trình dài, khi ngôi sao tiêu đốt Hydro tại nhân sao, cường độ sáng và bán kính của sao thay đối chậm đến mức ngôi sao chỉ dịch chuyển trong một dải khá hẹp trên biểu đồ. Điều này giải thích nguyên nhân vì sao có một số lượng lớn các sao tập trung tại dãy chính.

## Giai đoạn sao khổng lồ đỏ

Quá trình triple alpha process